# Schizolobium parahyba
Espèce
Schizolobium parahyba  est une espèce de plantes à fleurs dicotylédones de la famille des Fabaceae, sous-famille des Caesalpinioideae, originaire d'Amérique du Nord, d'Amérique centrale et d'Amérique du Sud. Ce sont des arbres tropicaux, connus pour leur grande rapidité de croissance (3 à 9 mètres par an).
L'espèce est connue sous de nombreux noms vernaculaires dans les langues locales :  garapivu, garapuvu (variante accentuée garapuvú), guaburuvu, guapiruvu, guapuruvu (variante accentuée guapuruvú), guarapuvu (variante accentuée guarapuvú), vapirubu, ou bien encore : bacurubu, bacuruva, badarra, birosca, faveira, ficheira, pataqueira, pau-de-vintém, pau-de-tamanco, umbela, yvapuruvu.
Le garapuvu (Schizolobium parahyba) a été désigné « arbre symbole » de la ville de Florianópolis (État de Santa Catarina, au Brésil) par décision municipale du 25 mai 1992.

## Caractères et usages

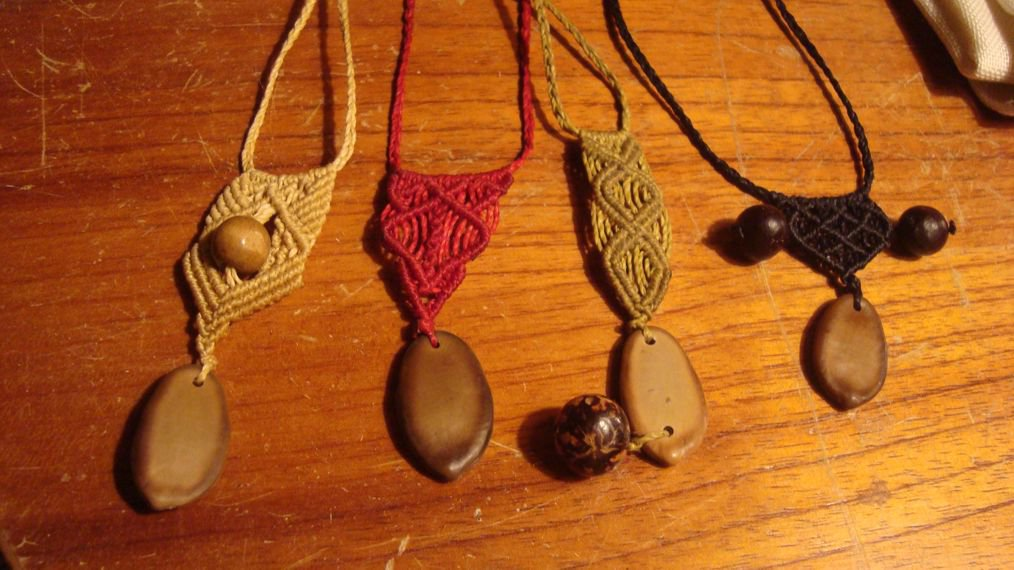
Colliers de macramé décorés avec des graines de yvapuruvu à Tobatí (Paraguay).

Cet arbre pousse en Amérique du Sud et notamment au Brésil. Il peut atteindre 40 mètres de hauteur.
Son lieu de croissance est la forêt humide.
Les fruits sont des gousses qui apparaissent entre mars et mai. La longueur du fruit est d'environ 10 centimètres ; il contient une seule graine.
Les graines d'yvapuruvu sont fréquemment utilisées dans la fabrication de bijoux fantaisie.

## Distribution et habitat
L'aire de répartition originelle de Schizolobium parahyba s'étend du Sud du Mexique : Chiapas, Oaxaca, Tabasco, Veracruz (17° de latitude Nord) au Sud du Brésil (30° de latitude Sud).
Schizolobium parahyba est une espèce d'arbres pionniers relativement répandue naturellement dans les différents types de forêts pluviales  néotropicales : atlantique, amazonienne, andine et d'Amérique centrale. C'est un arbre caractéristique des forêts de feuillus, en plaine et sur les flancs de collines, présent aussi dans les forêts sèches  et, très rarement, dans les forêts primaires denses. On le rencontre aussi dans les forêts galeries et sur les rives des cours d'eau rarement exposées aux inondations ainsi que dans les habitats rudéraux, les pâturages abandonnés et sur les bords de route.
L'espèce a été introduite pour la culture dans différentes régions tropicales du monde : Afrique, Asie, États-Unis, Antilles, Fidji, etc.
Elle est considérée comme envahissante dans certaines régions, par exemple à Madagascar.

## Taxinomie
Cette espèce a été initialement décrite par le botaniste brésilien, J. M. C. Vellozo, en 1825 sous le nom de  Cassia parahyba, puis reclassée dans le genre Schizolobium par le botaniste américain, Sidney Fay Blake, et publiée en 1919 sous le nom de Schizolobium parahybum dans la revue Contributions from the United States National Herbarium 20 (7): 240-241.

### Liste des variétés
Selon Tropicos (12 janvier 2019) (Attention liste brute contenant possiblement des synonymes) :
- Schizolobium parahyba var. amazonicum (Huber ex Ducke) Barneby
- Schizolobium parahyba var. parahyba

### Synonymes
Selon The Plant List (12 janvier 2019) :
- Caesalpinia parahyba (Vell.) Allemao
- Cassia parahyba Vell. (basionyme[7])
- Schizolobium excelsum Vogel
- Schizolobium glutinosum Tul.
- Schizolobium kellermanii Pittier
- Schizolobium parahyba var. parahyba